# Bányai János (geológus)
Bányai János (Kézdivásárhely, 1886. november 6. – Székelyudvarhely, 1971. május 13.) tanár, geológus, muzeológus, a Székelység című folyóirat alapítója és szerkesztője.

## Életútja, munkássága
Kézdivásárhelyen, majd Kolozsváron tanult, később a budapesti Tanárképző Főiskola hallgatója. Tanulmányait Jénában és Berlinben fejezte be, 1942-ben Szegeden avatták doktorrá. 1908-tól 1919-ig Abrudbányán, 1921-től 1931-ig Székelykeresztúron, 1931-től 1945-ig Székelyudvarhelyen tanított. 1931 és 1943 között a Székelység című havi folyóiratot szerkesztette.
Jelzéssel vagy névtelenül mintegy félezer közérdekű írása jelent meg heti- és napilapokban. Több mint 100 tudományos és ismeretterjesztő tanulmányát vagy közleményét a magyarországi Földtani Közlöny, Földtani Értesítő, Földgömb, Hidrológiai Közlöny, Természettudományi Közlöny, Barlangvilág, Bányászati és Kohászati Lapok s Romániában az Erdélyi Múzeum, Natura, Revista Muzeelor, valamint A Sepsiszentgyörgyi Tartományi Múzeum Évkönyve közölte. Számos hazai és külföldi kutatóintézet külső munkatársa volt.
Írásai Erdély földrajzi viszonyaival, a Székelyföld geológiájával és hasznosítható ásványi kincseivel foglalkoztak, különösen a barnaszéntelepekkel, földgázzal, aranybányászattal. 1929-ben a Székely Nemzeti Múzeum emlékkönyvében jelent meg az első ásványvizekkel foglalkozó közleménye, az Adatok a hargitai ásványvizek geológiájához, ettől kezdve munkásságának java egyre inkább az ásványvizek kutatásával kapcsolatos, az ásványvizekről, gyógyforrásokról írott cikkei helyet kaptak a Magyar Népegészségügyi Szemlében is. Szaktudományi és népszerűsítő munkájának elismeréséül 1928-ban elnyerte a budapesti Természettudományi Társulat Bugát Pál-díját, 1965-ben megkapta ugyanott a Földtani Társulat aranydiplomáját.

## Kutatási területe
Székelyföld földrajzának és ásványkincseinek kutatása.

## Főbb művei
- Ki volt Orbán Balázs? (1929)[1]
- Székelyföldi útmutató (sorozat 1933-40).[2]
- A székelyföldi ásványvizek (Erdélyi Múzeum, Kolozsvár, 1934)
- Székelyföld ásványvizeinek eredete és forrásfoglalásai (Erdélyi Múzeum-Egyesület Emlékkönyv, Kolozsvár, 1934)
- A Székelyföld természeti kincsei és csodás ritkaságai (1938)
- Szent Anna-tó és környéke (Székelyudvarhely, 1940)
- Székelyföld írásban és képben (társszerzőkkel[3] (1957)
- A Magyar Autonóm Tartomány hasznosítható ásványi kincsei (Bukarest, 1957)
- Magyar Autonóm Tartománybeli ásványvizek és gázömlések (társszerzőkkel, Bukarest, 1957)

## Emlékezete

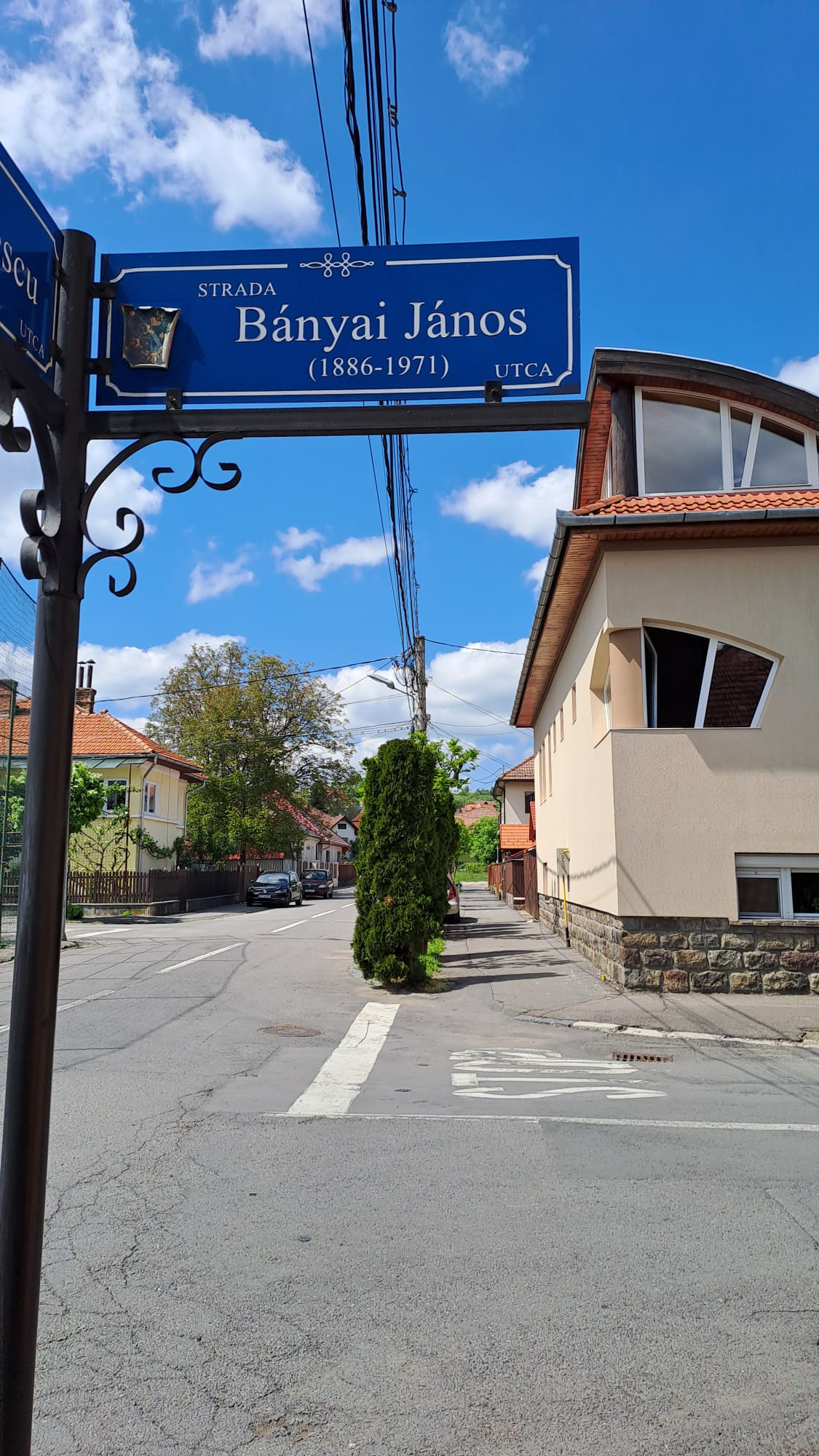
Utcanévtábla Székelyudvarhelyen

A székelyudvarhelyi Műszaki Szakközépiskola és egy utca is az ő nevét viseli.
Az Erdélyi Magyar Közművelődési Egyesület évente kiosztja a Bányai János-díjat, amelyet az erdélyi és a moldvai magyar népi kultúra szakszerű kutatásában, az erdélyi magyar muzeológiában jelentős eredményeket elért kutatóknak, muzeológusoknak adnak át.

## Ajánlott irodalom
- Magyar tudóslexikon A-tól Zs-ig. Főszerk. Nagy Ferenc. Budapest: Better; MTESZ; OMIKK. 1997. 148–149. o. ISBN 963-85433-5-3
- Kisgyörgy Zoltán: Dr. Bányai János emlékezete (Földtani Közlöny, 103. 1973. 2. 117-122. Bibliogr. 119-122.)
- Kónya Ádám: Bányai János (Földr. Közl., 1971. 2-3. sz.)
- Vofkori László: Bányai János tudományos hagyatéka. Művelődés, 1974/4.
- Csíky Gábor: Bányai János a Székelyföld kutatója és hűséges fia. (Születése 100. évfordulóján) (Földtani tudománytörténeti évkönyv, 12. 1985/86. 64-82.)
- Csíky Gábor: Bányai János (Évfordulók a műszaki és természettudományokban, 1986. 61-63.)
- Vofkori László: Bányai János geológus, Erdély kutatója (Természet Világa, 124. 1993. 2. 90.)